# Nemoscolus semilugens
Nemoscolus semilugens là một loài nhện trong họ Araneidae.
Loài này thuộc chi Nemoscolus. Nemoscolus semilugens được J. Denis miêu tả năm 1966.